# Онтальбілья
Онтальбілья (ісп. Hontalbilla) — муніципалітет в Іспанії, у складі автономної спільноти Кастилія-і-Леон, у провінції Сеговія. Населення — 351 особа (2010).
Муніципалітет розташований на відстані близько 110 км на північ від Мадрида, 44 км на північ від Сеговії.

## Демографія
Динаміка населення (INE ):

## Галерея зображень

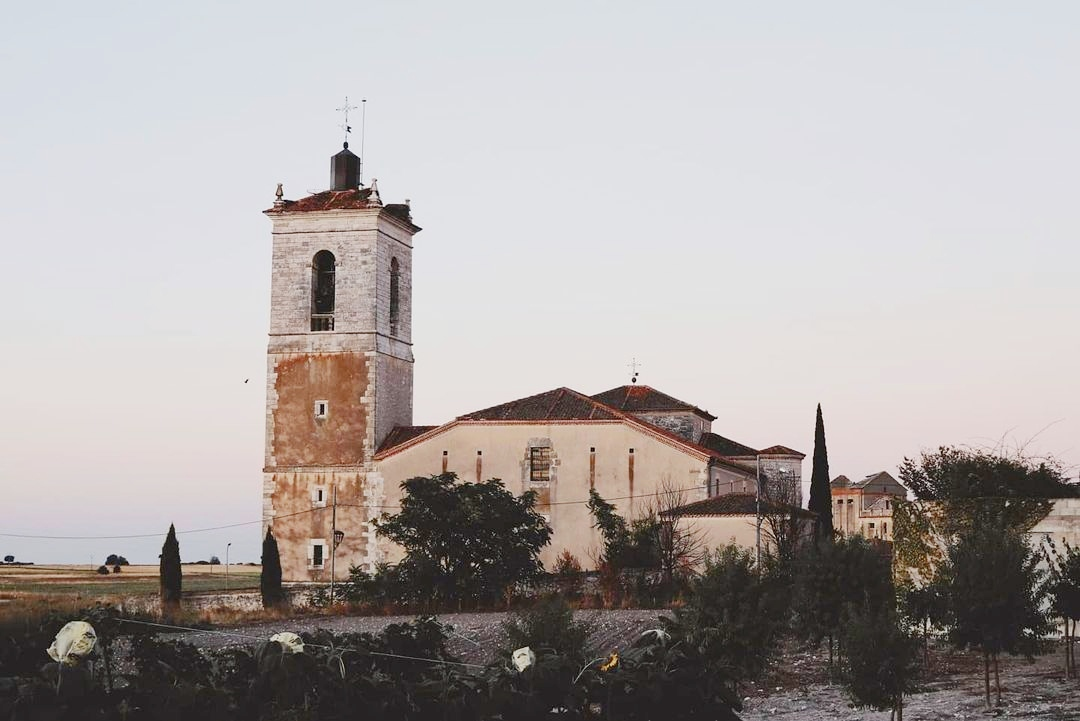
Церква Сан-Педро